# ديفيد بيترسون
ديفيد بيترسون هو محامي وسياسي كندي، ولد في 28 ديسمبر 1943 في تورونتو في كندا. نشط حزبياً في الحزب الليبرالي في أونتاريو ‏. وقد انتخب زعيم المعارضة ‏ (21 فبراير 1982 – 26 يونيو 1985) وانتخب عضو برلمان مقاطعة أونتاريو ‏ عن دائرة London Centre (provincial electoral district) ‏ (18 سبتمبر 1975 – 6 سبتمبر 1990) وانتخب رئيس وزراء أونتاريو ‏ (26 يونيو 1985 – 1 أكتوبر 1990).

## وصلات خارجية
- ديفيد بيترسون على موقع مونزينجر (الألمانية)